# Samsung Galaxy Note II
Das Samsung Galaxy Note II ist ein Smartphone von Samsung mit dem Betriebssystem Android und der zusätzlichen Benutzeroberfläche TouchWiz. Das Gerät wurde am 29. August 2012 auf der IFA 2012 als Nachfolger des Samsung Galaxy Note vorgestellt und ist seit Ende September 2012 erhältlich. Zu den wichtigsten Neuerungen zählen deutlich erweiterte Akkukapazität, geteilter Bildschirmmodus, mit dem Eingabestift einblendbare Tooltips, und eine LTE-Fähige Modellvariante. Der Nachfolger ist das Samsung Galaxy Note 3.

## Spezifikationen
Das Samsung Galaxy Note II besitzt einen mit 1,6 GHz getakteten Quad-Core-Prozessor. Das 14,10 cm (5,55 Zoll) große Display löst mit 720 × 1280 Pixeln auf und wird „Super-HD-AMOLED“ genannt. Die auch zum Filmen (1080p HD-Videos) geeignete Kamera hat acht Megapixel, die Frontkamera 1,9 Megapixel. Je nach Modell kommt es mit (GT-N7105) oder ohne LTE-Unterstützung (GT-N7100) daher. Die LTE-Version hat außerdem 42,2 Mbit/s DC-HSPA+ jedoch Entfällt das UKW-Radio. Gegenüber dem Galaxy Note hat sich auch das Aussehen geändert.
Das Gerät misst 151 mm × 81 mm × 9,45 mm, hat ein Gewicht von 181,6 g und ist in zwei Farben, „marble white“ (weiß) und „titanium grey“ (titanfarben), seit dem dritten Quartal 2012 verfügbar.

## Kamera

### Hardware
Die auch zum Filmen (1080p HD-Videos) geeignete Kamera löst acht Megapixel auf, die Frontkamera 1,9 Megapixel. Beide Sensoren gleichen dem Galaxy S3, jedoch bietet die Standard-Kamera-App, welche vom Design her dem Galaxy S3 gleicht, auch eine Funktion für Zeitlupenaufnahmen und Zeitrafferaufnahmen. Zeitlupenvideos werden mit 120 Bildern in der Sekunde bei einer 3:2-Auflösung von 720×480 aufgenommen. Die Tonspur entfällt.
Die Lowlight-Performance gleicht der des Galaxy S3 und ist der der folgenden Galaxy-Handys der S- und Note-Reihe teilweise sogar knapp überlegen:
- Galaxy S4/Note 3
- Galaxy Note N7000, S2, S2 LTE
- Galaxy S3 Mini (ebenbürtig)
- Galaxy S5 Mini (ebenbürtig)

Fotos lassen sich in voller Auflösung ohne Auslöseverzögerung (Shutter Lag & Shutter Delay) hintereinander aufnehmen.

### Videoaufnahme
Full-HD-Videoaufnahmen werden lediglich mit einer Bitrate von 17 Mbit/s aufgenommen. Die Kamera verfügt über keinen optischen Bildstabilisator, aber über einen digitalen, welcher sich auch für Videoaufnahmen einsetzen lässt.

#### Videostabilisierung
Wenn der Videostabilisator ausgeschaltet ist, lassen sich während der Aufnahme 16:9-Standbilder mit einer Auflösung von 3264×1836 Pixeln aufnehmen, was sechs Megapixeln entspricht.
Bei der eingeschalteten Videostabilisierung sind Aufnahmen von Standbildern während der Videoaufnahme, selbst wenn die Videoaufnahme pausiert, wie beim Galaxy S3 nicht möglich. Die Foto-Schaltfläche ist während der Videoaufnahme, statt nicht gebrauchbar zu sein, lediglich komplett ausgeblendet.

#### Bitrate
Die vorinstallierte Kamera-App zeigt, wie üblich bei Samsung-Smartphones, während einer Videoaufnahme die bisherige Dateigröße der dabei entstehenden Videodatei an.
Bitrate bei Videoaufnahmen in Mbit/s:
- FullHD 1080p:
  - Höchste Videoqualität: 17 bis 18
  - Mittlere Videoqualität: 14
  - Niedrige Videoqualität: 11–12.
- HD 720p: 12
- VGA: 8
- QVGA: 3.75

Die Aufnahme von QCIF-Videoclips mit einer Auflösung von 176×144 Pixeln ist, wie beim Galaxy S3 und S2+ nur im MMS-Modus möglich, während sie beim Galaxy S2 noch im normalen Videoaufnahmemodus in der Liste der anwählbaren Auflösungen existierte.

### Weitere Spezifikationen
| Funktion oder Hardware        | Spezifikation                                                    | Bemerkung                                                               |
| ----------------------------- | ---------------------------------------------------------------- | ----------------------------------------------------------------------- |
| Naheinstellgrenze             | 5 cm                                                             | ...bzw. Mindestfokusabstand oder Nahpunktentfernung                     |
| Sensor                        | - Typ: BSI-CMOS - Größe: 1/3.0″ 4:3 - Auflösung: 3264×2448 Pixel | Der Sensor ist baugleich zum Kamerasensor vom Galaxy S3 und vom S4 Mini |
| Blende                        | F2.6                                                             | Blendenöffnung                                                          |
| Brennweite                    | 27 mm                                                            | Kleinbildäquivalente Brennweite                                         |
| Serienbilder                  | - 4 Bilder pro Sekunde - bis zu 20 Bildern in Folge.             | Galaxy S3: 3.3 Bilder/Sek. bis zu 20.                                   |
| Maximale Lichtempfindlichkeit | ISO 800                                                          | Auch Manuell einstellbar.                                               |

## Besonderheiten

### Allgemeines und Design
Das Galaxy Note II wies zum Zeitpunkt seiner Markteinführung verschiedene Besonderheiten gegenüber vergleichbaren Geräten am Markt auf, dazu gehörte der austauschbare Akku mit einer Kapazität von 3.100 Milliamperestunden sowie ein vergleichsweise großes 720p-HD-Display mit Super-AMOLED-Technologie und einer Diagonalen von 5,55″ und einer Auflösung 1280 × 720 Pixeln und einer Pixeldichte von 267 ppi. Mit diesem Alleinstellungsmerkmal galt das Smartphone im Oktober 2012 als das Smartphone mit dem bislang größten Display. Seit einiger Zeit werden Geräte in diesen Dimensionen auch Smartlets oder Phablets genannt.

### Stifteingabe
Eine weitere Besonderheit ist die alternative Bedienmöglichkeit über einen induktiven Stift, den Samsung „S Pen“ nennt. Dieser wurde im Gegensatz zum Stift des Samsung Galaxy Note überarbeitet. So ist unter anderem auch eine Interaktion zwischen Stift und Gerät möglich, ohne dass dabei der Stift den Touchscreen berührt. Bei dieser von Samsung „Air View“ genannten Technik hält man den Stift wenige Zentimeter vom Bildschirm entfernt, was das Gerät erkennt und je nach aktiver Anwendung vordefinierte Aktionen durchführt. So erhält man zum Beispiel in der Videogalerie oder im Kalender eine Vorschau auf die entsprechenden Elemente.

### Kamerafunktionen

#### Funktion der Kamera-App: „Best Face“
Zu den softwaretechnischen Neuigkeiten, die erstmals bei einem Smartphone vorgestellt wurden, gehört Best Face. Bisherige Kameras boten bereits die Möglichkeit, in kurzer Zeit mehrere Fotos hintereinander aufzunehmen, um danach, teilweise sogar durch das Gerät selbst vorgeschlagen, das Beste dieser Serie auszuwählen zu können. Mit „Best Face“ geht Samsung noch einen Schritt weiter. Zunächst wird ebenfalls eine Serie von Einzelaufnahmen gemacht. Danach wechselt die Kamera-Software in einen Editor-Modus, bei dem alle Gesichter der Aufnahme hervorgehoben sind. Der Benutzer kann nun für jedes Gesicht individuell die beste Aufnahme aus der Fotoserie auswählen. Am Schluss wird durch eine Fotomontage ein Bild berechnet, welches die ausgewählten Gesichts-Aufnahmen verwendet. Durch diese Technik ist es beispielsweise möglich, ein Foto zu erstellen, bei dem alle der abgebildeten Personen die Augen offen haben, obschon bei den jeweiligen tatsächlichen Einzelaufnahmen immer jemand die Augen geschlossen hatte.

## Software-Updates
Zum Marktstart wurde das Samsung Galaxy Note 2 mit Android 4.1.1 Jelly Bean ausgeliefert. Zwischen Dezember 2012 und Januar 2013 folgte ein Update auf Android-Version 4.1.2 Jelly Bean. Dieses brachte im Rahmen der so genannten PremiumSuite einige neue Funktionen mit sich, u. a. das so genannte Multi-Window-Feature, welches die gleichzeitige Darstellung zweier zur gleichen Zeit ausgeführten Apps übereinander (im Portrait-Modus), bzw. nebeneinander (im Landscape-Modus) ermöglicht. Des Weiteren wurden die Kamera und die Galerie-Ansicht um zusätzliche Funktionen erweitert.
Ursprünglich war vorgesehen, im Laufe des Jahres 2013 ein Update auf Android 4.2.2 Jelly Bean inkl. einiger Funktionen des Samsung Galaxy S4 herauszubringen. Aufgrund diverser Anpassungsprobleme mit der Benutzeroberfläche TouchWiz mussten diese Pläne jedoch auf Eis gelegt werden und man entschied sich für ein späteres direktes Update auf Android 4.3 Jelly Bean in der zweiten Jahreshälfte. Bereits im November 2013 wurde dieses Update vereinzelt zur Verfügung gestellt, jedoch erwies es sich, genau wie beim Samsung Galaxy S III schnell als nicht ausgereift, was sich bei vielen Benutzern in schwerwiegenden Fehlfunktionen äußerte. Aus jenen Gründen wurde es dann relativ schnell wieder vom Netz genommen.
Die überarbeitete und funktionsfähige Version von Android 4.3 Jelly Bean wird in einigen Ländern seit Ende 2013 ausgeliefert. Die wichtigsten Neuerungen sind TRIM-Support (gibt nicht mehr benutzte Speicherbereiche frei und beschleunigt damit Schreibvorgänge des Gerätes deutlich), neue GPU-Treiber für eine höhere Grafik-Performance, Teile der neuen TouchWiz-Oberfläche des Galaxy S4 und Note 3, eine neue Samsung-Tastatur sowie Apps2SD, was die Installation von Apps auf der Speicherkarte ermöglicht.
Im Sommer 2014 (in Deutschland Juli 2014) wurde das Update auf Android 4.4.2 KitKat für das Note 2 ausgeliefert.